# Paniek in Palermo
Paniek in Palermo is een stripverhaal uit de reeks van Suske en Wiske. Het is geschreven door Marc Verhaegen en gepubliceerd in De Standaard en Het Nieuwsblad van 14 januari 2004 tot en met 3 mei 2004. De eerste albumuitgave was op 16 juni 2004.

## Locaties
Dit verhaal speelt zich af op de volgende locaties:
- België, industrieterrein achter containerpark met Tonexpress, Sicilië, Palermo, landgoed van Don Pirelli, viersterrenhotel, kerkhof bij Castelbuono, Catania met olifantenfontein Piazza del Duomo, fucina (smidse) en vismarkt, Syracuse, Messina, en de vulkaan Etna.

## Personages
In dit verhaal komen de volgende personages voor:
- Suske, Wiske, tante Sidonia, Lambik, Jerom, professor Barabas, meneer Parmasan[1] (van Tonexpress), Luigi, Pietro, Carlo, Don Spirelli, politie, civiele bescherming, gevangenisbewaarder, officier van justitie, Hercules (muis), Antonio Ravioli, Quattro en Formaggi (Calzone-clan)[2], Amedee (duif), signoriga met bambino, Don Calzone, Donna Salmonelli Spirelli (betovergrootmoeder, mummi), signorina lasagna, signor Pepperoni Calzone, Felice en andere agenten.

## Uitvindingen
In dit verhaal spelen de volgende uitvindingen mee:
- de gyronef, Vitamitje.

## Het verhaal
Suske en Wiske volgen in hun vrije tijd een cursus Frans en als ze terugfietsen worden ze van de weg gereden door Lambik, die vrachtwagenchauffeur is geworden. Lambik komt langs bij tante Sidonia en vertelt dat hij een lading gouden rolexhorloges naar Italië moet brengen, hij heeft zelf ook enkele horloges cadeau gekregen van zijn baas Parmasan. Dan krijgt Lambik een telefoontje op zijn mobiele telefoon, Luigi vertelt dat de vrachtwagen hersteld is en Lambik kan vertrekken. Suske merkt dat Lambik zijn gsm is vergeten en hoort dat de leidingen van de remvloeistof zijn doorgesneden en de horloges zijn vals. Suske en Wiske rijden naar de garage en vragen waar Lambik is, ze rijden de andere kant op omdat ze denken dat de mannen van de garage niet eerlijk zijn. Suske en Wiske willen Lambik tegenhouden, maar Lambik kan niet remmen en rijdt de kinderen voor de tweede keer van de weg. De vrachtwagen komt op de snelweg terecht en kantelt, Suske en Wiske worden door een Italiaans sprekende man tegengehouden maar rennen toch naar de vrachtwagen. De kinderen slepen Lambik uit de cabine en als de wagen vlam vat is Lambik al veilig buiten. Lambik wordt door een ambulance meegenomen en Suske en Wiske merken dat de omgeving wordt afgezet door de politie, de lading zou lichtontvlambaar zijn. De Italiaans sprekende man vertelt de politie dat Lambik roekeloos reed en als tante Sidonia aankomt bij de plaats van het ongeval gaan de vrienden naar huis. Ze horen van het ziekenhuis dat Lambik alleen een lichte hersenschudding heeft, maar als ze hem willen halen zien ze dat Lambik door de politie wordt afgevoerd.
De volgende dag horen ze op het politiebureau dat de verzekeringspapieren van de vrachtwagen niet in orde zijn en er sprake is van sabotage. De politie verdenkt Lambik bovendien dat hij valse horloges vervoerde en hij blijft in voorlopige hechtenis. Jerom heeft het horloge van tante Sidonia meegenomen en heeft de man gevonden die het merk er in heeft gegraveerd, maar deze man heeft maar aan drie horloges gewerkt. Suske en Wiske herinneren zich dat de vrachtwagen snel vlam vatte en de civiele bescherming liep met zuurstofmaskers op. De officier van justitie komt langs en vertelt dat ze denken dat Lambik er in is geluisd. Maar als de verzekeringspapieren niet in orde zijn moet Lambik toch opdraaien voor de schade van een miljoen euro. Lambik wordt vrijgelaten en vertrekt met een muis die hij in de cel gevonden heeft, Lambik wil net dat zijn vrienden al hun geld opofferen om hem te helpen en hij wordt aangesproken door een man in een Ferrari. De man biedt Lambik een klus aan waar hij een miljoen euro kan verdienen en geeft hem een vliegticket en een doos die hij niet mag openen. De vrienden zoeken Lambik in de stad en komen allemaal mannen tegen die dezelfde kleding dragen, alle mannen spreken alleen van de omertà. Suske weet dat dit woord zwijgplicht betekent en het komt uit de kringen van de maffia. Jerom redt een muisje van een kat en ziet dat het een briefje omgebonden heeft, op het briefje staat een code met letters en cijfers.
Lambik vliegt richting Sicilië en land op Palermo, maar door een duif moet het vliegtuig een noodlanding maken. Ravioli kan voorkomen dat Lambik wordt ontvoerd door twee leden van de Calzone-clan, maar ze worden door het duo gevolgd in een Ferrari Testarossa (die overigens meer lijkt op een Ferrari 308). Lambik wordt naar Don Spirelli gebracht en de man vertelt dat hij de vrachtwagen van Lambik heeft laten saboteren, headhuntersbureau Dom & Kop heeft Lambik uitgekozen voor de opdracht. De Calzone’s beweren dat ze een gouden horloge van de betovergrootmoeder van Don Spirelli gestolen hebben, maar dit is een leugen. Don Calzone heeft de betovergrootmoeder ontvoerd en hebben de mummi op een vismarkt tentoongesteld en hiervan is een foto opgestuurd. Don Spirelli wil vendetta en Lambik moet dit uitvoeren, hij moet de mummi terugbrengen. Lambik wordt naar een viersterrenhotel gebracht en opent het pakketje, er zit een zaklamp en vergrootglas in en hij hoort dat hij een spoor moet zoeken op het kerkhof bij Castelbuono. De vrienden reizen met de gyronef naar Palermo, Suske en Wiske hebben de code op het papiertje ontcijferd. Don Spirelli hoort dat de vrienden van Lambik in Palermo zijn aangekomen en hij wil dat zijn mannen hen op een dwaalspoor brengen. Als Lambik wil vertrekken ontploft een boobytrap die de Calzone’s hebben geplaatst en hij komt door de ontploffing toevallig bij zijn vrienden terecht. Lambik gaat er snel vandoor en de vrienden worden door de politie ingerekend, ze worden verdacht van de bomaanslag in het hotel. Lambik hoort dat de sporen op het kerkhof verwijderd zijn en krijgt een briefje met een olifant met halve cirkel.
Suske en Wiske volgen Lambik met Vitamitje, maar ze worden door de mannen in een vrachtwagen opgesloten. Als Lambik ergens espresso drinkt ziet hij een toeristische gids met een foto van de piazza del duomo, de olifantenfontein in Catania. Signor Pepperoni Calzone en signorita Lasagna vragen hun vaders of ze niet willen stoppen met de vete, maar beide vaders weigeren koppig. Suske en Wiske horen wat er allemaal aan de hand is en ontsnappen met Vitamitje uit de rijdende vrachtwagen die hen naar Syracuse wil vervoeren. Lambik vindt de mummi op de vismarkt in Catania, maar moet vluchten voor de Calzone’s. Suske en Wiske zien hoe Signor Pepperonie Calzone en signorita Lasagna elkaar in de armen vallen, ze zijn verliefd en praten over de gebeurtenissen. Suske en Wiske horen dat de mummi naar Messina gebracht wordt. Jerom en tante Sidonia worden op het politiebureau vastgehouden en Suske en Wiske zien de mummi op de kerktoren, maar ze worden gevangengenomen. Lambik wordt gepakt door Don Spirelli en ziet op een foto dat Suske en Wiske bij de mummi gevangen gehouden worden bij de Etna. Lambik moet een bom in de vulkaan gooien zodat het dorp met de aanhangers van de Calzone’s, die onderaan de vulkaan ligt, verwoest wordt. Lambik laat de bom vallen, voorkomt dat de Spirelli’s hem laten ontploffen en de muis bevrijdt Suske en Wiske. Voordat de mummi in de vulkaan gooit komt de ketting om haar hals bij Pepperoni Calzone, hij leest dat Don Mozarella Calzone en Salmonelli geliefden waren en de vaders sluiten vrede. Lambik krijgt zijn geld en Suske en Wiske vinden de gebeurtenissen op een eeuwenoud verhaal lijken, maar dat liep niet zo goed af.

## Trivia
De namen van de Italiaanse maffialeden zijn verwijzingen naar Italiaans eten, zoals pizza quattro formaggi, calzone, spirelli, parmezaanse kaas, etc.

## Voetnoten
1. ↑  meneer Parmasan verwijst naar Parmasaanse kaas
2. ↑  dit zijn allemaal verwijzingen naar pizza